# Diana Ross Sings Songs from The Wiz
Diana Ross Sings Songs from The Wiz — двадцать четвёртый студийный альбом американской певицы Дайаны Росс, выпущенный в 2015 году на лейбле Motown. На альбоме содержатся песни в исполнении Росс из музыкального фильма «Виз», который вышел в 1978 году, сам альбом должен был выйти еще в 1979 году, однако из-за провала фильма релиз пластинки был отменён.
Специально для нового издания певица записала новые версии песен «Be a Lion» и «Home», также в альбом вошла ранее неизданная песня «Wonder, Wonder Why». Песня «Home» ранее уже издавалась на сборнике песен лейбла Motown в 2001 году, а песня «Ease on Down The Road» была выпущена как сингл в 1978 году совместно с Майклом Джексоном, остальные версии песен в исполнении Дайаны оставались неизданными до 2015 года.
Альбом был выпущен в преддверии телевизионной премьеры новой версии мюзикла «Виз».
Все песни были написаны Чарли Смоллзом, за исключением «Is This What Feeling Gets?», авторами которой стали Куинси Джонс, Ник Эшфорд и Валери Симпсон, и «A Brand New Day», автором которой стал Лютер Вандросс.

## Список композиций
| №   | Название                                                 | Длительность |
| --- | -------------------------------------------------------- | ------------ |
| 1.  | «The Feeling We Once Had»                                | 4:36         |
| 2.  | «He’s The Wizard»                                        | 3:33         |
| 3.  | «Soon As I Get Home»                                     | 2:50         |
| 4.  | «You Can’t Win / Slide Some Oil / (I’m A) Mean Ole Lion» | 5:42         |
| 5.  | «Ease On Down The Road»                                  | 3:48         |
| 6.  | «Be A Lion»                                              | 3:21         |
| 7.  | «So You Wanted To Meet The Wizard»                       | 2:49         |
| 8.  | «Is This What Feeling Gets (Dorothy’s Theme)»            | 3:17         |
| 9.  | «Don’t Nobody Bring Me No Bad News»                      | 2:05         |
| 10. | «Wonder Wonder Why»                                      | 3:49         |
| 11. | «A Brand New Day (Everybody Rejoice)»                    | 3:41         |
| 12. | «Believe In Yourself»                                    | 2:36         |
| 13. | «Home»                                                   | 3:45         |